# 五接镇
五接镇，是中华人民共和国江苏省南通市通州区下辖的一个乡镇级行政单位。

## 行政区划
五接镇下辖以下地区：
五接社区、李港社区、桃园村、张大圩村、袁三圩村、复成村、开沙村、李港村、老木厂村和天后宫村。